# 2002年チェコ議会上院選挙
2002年チェコ議会上院選挙（2002ねんチェコぎかいじょういんせんきょ）は、中欧地域に位置するチェコ共和国における立法府上院である元老院を構成する議員を改選するため、2002年10月と11月に投票が行われた選挙である。なお、同じ年の6月には下院選挙も実施された。（→2002年チェコ議会下院選挙）

## 選挙制度の概要
定数：81議席
- 選挙制度：小選挙区制（2回投票制）
  - 第1回投票：絶対多数の得票を得た候補が当選。絶対多数の得票を得た候補がいない場合は、1週間後に二回目の投票が行われる。
  - 第2回投票：第1回投票における上位候補2名で行われ、相対多数の得票を得た候補が当選。
- 選挙区：81選挙区（3分の1にあたる27議席を2年毎に改選）
- 選挙権：18歳以上のチェコ共和国の国民
- 被選挙権：21歳以上のチェコ共和国の国民

## 選挙結果
- 投票日：
  - 第1回投票日：2002年10月25日～26日
  - 第2回投票日：2002年11月1日～2日

|                | 第1回     | 第2回     |
| -------------- | --------- | --------- |
| 登録有権者     | 2,797,846 | 2,708,764 |
| 投票用紙発行数 | 674,333   | 881,693   |
| 投票率         | 24.10     | 32.55     |
| 投票数         | 673,821   | 857,491   |
| 有効投票数     | 666,455   | 822,287   |
| 有効投票率     | 98.91     | 95.89     |

出典：チェコ統計局「Volební účast v obvodech za 1. a 2. kolo」。2010年5月2日閲覧
| 党派                                              | 議席数 |
| ------------------------------------------------- | ------ |
| 市民民主党 ODS                                    | 9      |
| チェコ社会民主党 ČSSD                             | 7      |
| キリスト教民主連合-チェコスロバキア人民党 KDU-ČSL | 1      |
| 独立候補者連盟-ヨーロッパ民主党 SNK-ED            | 2      |
| ボヘミア・モラビア共産党 KSČM                     | 1      |
| 自由同盟-民主同盟 US-DEU                          | 1      |
| 独立系候補 NK(Nezávislí kandidáti)                | 1      |
| 変化の道 CZ (Cesta změny)                         | 1      |
| 郡と市の調和的発展のための独立系運動 HNHRM        | 1      |
| 独立系 NEZ (NEZÁVISLÍ)                            | 2      |
| 自由改革党 “LiRA”(“Liberální reformní strana”)    | 1      |
| 合計                                              | 27     |

| 政党                                              | 議席数 | 議席率 |
| ------------------------------------------------- | ------ | ------ |
| 市民民主党 ODS                                    | 26     | 32.1%  |
| 開かれた民主政 Otevřená demokuracie               | 16     | 19.8%  |
| キリスト教民主連合-チェコスロバキア人民党 KDU-ČSL | 15     | 18.5%  |
| チェコ社会民主党 ČSSD                             | 11     | 13.6%  |
| 無所属                                            | 8      | 9.9%   |
| 独立系 "Nezávislí"                                | 5      | 6.2%   |
| 合計                                              | 81     |        |

- 出典
  - 上院選挙－2002年（中東欧・旧ソ連諸国の選挙データ）。2010年5月2日閲覧
  - 中田瑞穂「チェコ上院選挙結果」。ポスト社会主義諸国の政党・選挙データベース作成研究会編『ポスト社会主義諸国　政党・選挙ハンドブックⅡ』（京都大学地域研究統合情報センター）、17～19頁。
- 注：
  - 選挙結果は、選挙のために登録された選挙政党（volební strana）に依るものである。また選挙後の会派は、議員の所属会派に依るものであるため、「選挙政党」と所属会派は必ずしも一致するものではない。
  - Otevřená demokuracie（開かれた民主政）は上院の院内会派。
- 政党の正式名称（チェコ語）
  - 市民民主党 ODS＝Občanská demokratická strana
  - チェコ社会民主党 ČSSD＝Česká strana sociálně demokratická
  - キリスト教民主連合-チェコスロバキア人民党 KDU-ČSL＝Křesťanská a demokratická unie–Československá strana lidová
  - ボヘミア・モラビア共産党 KSČM＝Komunistická strana Čech a Moravy
  - 独立系候補者連盟-ヨーロッパ民主党 SNK-ED＝SNK sdružení nezávislých a Evropští demokraté
  - 自由同盟-民主同盟 US-DEU＝Unie svobody - Demokratická unie
  - 独立系候補 NK＝Nezávislí kandidáti
  - 変化の道 CZ＝Cesta změny
  - 郡と市の調和的発展のための独立系運動 HNHRM＝HNUTÍ NEZÁVISLÝCH ZA HARMONICKÝ ROZVOJ OBCÍ A MĚST
  - 独立系 NEZ＝NEZÁVISLÍ
  - 自由改革党 “LiRA”＝“Liberální reformní strana”